# Сосновка (Білокатайський район)
Сосно́вка (рос. Сосновка) — присілок у складі Білокатайського району Башкортостану, Росія. Входить до складу Атаршинської сільської ради.
Населення — 25 осіб (2010; 27 в 2002).
Національний склад:
- башкири — 74 %